# Latvijas Universitātes stadions
Latvijas Universitātes stadions – nieistniejący już wielofunkcyjny stadion w Rydze, stolicy Łotwy. Obiekt mógł pomieścić 5000 widzów. Istniał w latach 1923–2017.
Stadion Uniwersytetu Łotewskiego został otwarty w 1923 roku, a pierwotnie swoje spotkania rozgrywali na nim piłkarze klubu ASK Ryga. W latach 1924–1939 na obiekcie trzynaście razy wystąpiła piłkarska reprezentacja Łotwy; po odzyskaniu przez Łotwę niepodległości reprezentacja tego kraju jeszcze raz powróciła na ten obiekt, rozgrywając 26 czerwca 1994 roku mecz towarzyski z Gruzją (1:3). Ze stadionu korzystała również reprezentacja Łotwy w rugby union. W 2017 roku stadion został zlikwidowany, a w jego miejscu powstał nowy kompleks sportowy. Przed zamknięciem stadionu z obiektu korzystali piłkarze klubu FK Rīga.